# أسعد العزوني
أسعد علي حسين العزوني ويشتهر أسعد العزوني (مواليد 1 سبتمبر 1952 في عزون، قلقيلية، فلسطين) هو كاتب وصحفي وباحث وخبير في الشؤون الفلسطينية أردني، ومراسل لصحيفة «الراية» القطَرية من عمّان منذ عام 2007.

## دراسته
حصل على بكالوريوس الأدب الإنجليزي من الجامعة المستنصرية في بغداد عام 1977.

## حياته المهنية
انتقل بعد تخرجه إلى الكويت، وعمل مدرسًا لخمس سنوات، وبدأ حينها بكتابة القصة القصيرة، وكان ينشر مؤلفاته في مجلة الطليعة الكويتية اليسارية، وبعدها في جريدة الوطن. عمل مديرًا للتحرير في مجلة «الرسالة» في الكويت بين عامي 1983 و1989، ثم مديرًا للتحرير في مجلة «عرب» في الكويت أيضًا عام 1990. عمل بعد ذلك مراسلًا من عمّان لصحيفة «الشرق الأوسط» ومجلة «سيدتي»، كما عمل في صحيفة «العرب اليوم» الأردنية بين عامي 1997 و2012. يعمل حاليًا مراسل لصحيفة «الراية» القطَرية من عمّان منذ عام 2007.
نشرت له عدة مؤلفات بين روايات وقصص ودراسات سياسية وتاريخية، كما له العديد من المقالات السياسية على عدة مواقع. يعد خبيرًا في الشؤون الفلسطينية والإسرائيلية، ومن الكتّاب المناهضين للتطبيع مع إسرائيل.

## مؤلفاته
- «العقرب» (رواية)، الكويت، 1989[5]
- "الشيخ الملثم (رواية)، عمّان، 1992[6]
- «رياح السموم» (رواية)، عمّان، 1992[7]
- «الزواج المر» (رواية)، عمّان، 2000
- «حجر الصوّان» (رواية)، دار الينابيع للنشر والتوزيع، عمّان، 2004[8]
- «البحث عن زوج (رجل)» (رواية)، دار الينابيع للنشر والتوزيع، عمّان، 2005[9]
- «الأرض لنا» (قصص)، دار الينابيع للنشر والتوزيع، عمّان، 2006[10]
- «زفرات متألمة» (قصص قصيرة جدًا)، دار الينابيع للنشر والتوزيع، عمّان، 2006[11]
- «أنفاق الهيكل: قراءة سياسية لأحداث إقليمية ودولية» (دراسة سياسية)، دار الينابيع للنشر والتوزيع، عمّان، 2010[12]
- «العداء اليهودي للمسيح والمسيحية» (دراسة)، دار ورد الأردنية للنشر والتوزيع، عمّان، 2012[13]
- «كيلاّ» (رواية)، دار ورد الأردنية للنشر والتوزيع، عمّان، 2014[14]
- «مشاوير الزمن الناري: حوارات في التاريخ والفكر والسياسة» (دراسة)، 2014
- «أنفاق الهيكل: قراءة سياسية في الحروب والأحداث في المنطقة والعالم»، دار دجلة ناشرون وموزعون، عمّان، 2015[15]
- «قنبلة الهزيمة: دراسات في البرامج النووية في المنطقة» (دراسة)، دار دجلة ناشرون وموزعون، عمّان، 2015[16]
- «الشرق الأوسط الجديد: حدود الجماجم: مشروع الشرق الأوسط الوسيع: من هيرتزل إلى لويس إلى ليفي»(دراسة سياسية)، دار دجلة ناشرون وموزعون، عمّان، 2015[17]
- «داعش: النشأة والتوظيف» (دراسة سياسية)، دار دجلة ناشرون وموزعون، عمّان، 2016[18]
- «المأساة السورية إلى أين؟ تداخل المصالح الدولية ومصير سوريا، دراسة معمقّة» (دراسة سياسية)، دار دجلة ناشرون وموزعون، عمّان، 2016[19]
- «خراسان.. الطريق إلى إيران» (دراسة)، دار دجلة ناشرون وموزعون، عمّان، 2016[20]
- «داعش تنظيم أجهزة مخابرات الدول وليس تنظيم الدولة الإسلامية: كهف جبل الكرمل: مجموعة مقالات ودراسات للمؤلف» (دراسة سياسية)، دار دجلة ناشرون وموزعون، عمّان، 2017[21]

## جوائز
- الجائزة الأردنية الأوروبية للتميز الصحفي من المفوضية العامة في الاتحاد الأوروبي، عن تغطياته الصحفية للفعاليات الأوروبية المقامة في الأردن، 2009[2][3]

## روابط خارجية
- مقالاته على موقع وكالة عمون الإخبارية
- مقالاته على موقع وكالة مدار الساعة الإخبارية
- مقالاته على موقع وكالة إنجاز الإخبارية
- مقالاته على موقع كل الأردن